# Timiryazev (månkrater)
Timiryazev är en 52 kilometer stor nedslagskrater på månen. Timiryazev har fått sitt namn efter den ryske botanikern Kliment Timiriaziew.

## Satellitkratrar
| Timiryazev | Latitud | Longitud | Diameter |
| ---------- | ------- | -------- | -------- |
| B          | 2.3° S  | 145.7° V | 23 km    |
| L          | 8.2° S  | 146.4° V | 18 km    |
| P          | 7.9° S  | 148.0° V | 21 km    |
| S          | 6.0° S  | 149.4° V | 53 km    |
| W          | 3.0° S  | 150.0° V | 32 km    |